# Vernichtungsgedanke
Vernichtungsgedanke è un termine della lingua tedesca che significa letteralmente "concetto di annichilimento" ed è generalmente utilizzato per rendere l'idea del concetto di annichilazione rapida delle forze nemiche originario della dottrina tattica dello stato prussiano risalente a Federico il Grande. Il termine pone l'enfasi sul movimento rapido e fulmineo atto a sbilanciare il nemico e a spiazzarlo, permettendo in tal modo all'attaccante di imporre la sua volontà a colui che doveva difendersi. Il Vernichtungsgedanke si può notare anche nel trattato classico Vom Kriege (Della guerra) di Carl von Clausewitz. 
Questa dottrina fu utilizzata con successo nella guerra di successione austriaca, nella guerra dei sette anni, nelle guerre napoleoniche (ove però furono i Prussiani a subire una sorta di Vernichtungsgedanke da parte di Napoleone), nella guerra austro-prussiana e nella guerra franco-prussiana del 1870-1871. Il successo militare del Regno di Prussia/Germania fu la nascita dei sistemi di alleanze dell'Europa del XIX secolo.
Le corsa alle armi del periodo produsse gli equipaggiamenti militari che alla fine posero fine alla Lunga pace dell'Europa, portandola alla catastrofe della prima guerra mondiale. La lunga storia del Vernichtungsgedanke come prima dottrina tattica della guerra moderna finì sul fronte occidentale.
Con la conclusione del periodo interbellico e con l'Europa che si avvicinava nuovamente alla guerra, molti degli ufficiali della Germania (principalmente il generale Heinz Guderian) erano consci del fallimento di questa dottrina e pertanto nacquero nuove idee per sostituirla. Essi dovettero tuttavia combattere battaglie prebelliche per superare l'inerzia iniziale; queste battaglie furono vinte, portando avanti un'evoluzione della dottrina durante la seconda guerra mondiale, che incluse la nuova metodologia della guerra lampo, conosciuta come Blitzkrieg. 
L'ultima campagna di puro Vernichtungsgedanke fu l'invasione della Polonia del 1939.